# Codonopsis viridis
Codonopsis viridis är en klockväxtart som beskrevs av Nathaniel Wallich. Codonopsis viridis ingår i släktet Codonopsis, och familjen klockväxter. Inga underarter finns listade i Catalogue of Life.